# Hydrophis peronii
Hydrophis peronii là một loài rắn độc trong họ Rắn hổ. Loài này được Duméril mô tả khoa học đầu tiên năm 1853.
Là loài đặc hữu của vùng biển nhiệt đới phía tây Thái Bình Dương. Đây là loài rắn biển duy nhất có gai trên đầu. Giống như tất cả các thành viên khác của họ Elapidae, nó có nọc độc. Đôi khi nó được xếp vào chi Acalyptophis riêng.